# Макаріха
Макарі́ха (рос. Макариха) — село у складі Новокузнецького району Кемеровської області, Росія. Входить до складу Терсинського сільського поселення.

## Населення
Населення — 6 осіб (2010; 13 у 2002).
Національний склад (станом на 2002 рік):
- росіяни — 100 %